# Hans Tittel
Hans Tittel (* 1. September 1894 in Dresden; † 8. August 1983 in Nürnberg) war ein deutscher Gewerkschafter und sozialistischer Politiker.

## Leben

### Gewerkschaft, SPD
Tittel lernte das Handwerk des Steindruckers und wurde 1909 Mitglied der Gewerkschaft und der Sozialistischen Jugend, 1912 der SPD. Hans Tittel, der in Stuttgart arbeitete, war aktiver Gegner der Burgfriedenspolitik. Er gehörte schon vor dem Krieg zur linken Westmeyer-Gruppe und wurde wie viele andere der Stuttgarter Linken nach Beginn des  Ersten Weltkriegs aus der SPD ausgeschlossen. Zusammen mit Clara Zetkin, Friedrich Westmeyer und Georg Dietrich wurde er Ende 1914 wegen antimilitaristischer Arbeit und Verbindung zum Internationalen Sozialistischen Jugendkongress in Bern verhaftet. Nach acht Monaten Haft  wurde er als Soldat eingezogen.

### KPD, KPD(O)
Hans Tittel war Delegierter zum Gründungsparteitag der KPD in Berlin 1918/1919 und Mitbegründer der KPD in Württemberg. Auf den Parteitagen 1919 und 1920 war er Delegierter und auf dem 4. Parteitag Schriftführer. Von 1920 bis 1923 war er Mitglied im Zentralausschuss. Dort stimmte er 1921 gegen den Ausschluss Paul Levis, den er politisch und menschlich sehr schätzte. Ab Ende 1919 wirkte er als politischer Leiter in Württemberg.
Auf den Parteitagen vertrat er Position gegen den bürokratischen Zentralismus und inspirierte die „Stuttgarter Forderungen“ von 1922.  In der KPD zählte er zum politischen Kreis um Heinrich Brandler und August Thalheimer. Der 8. Parteitag wählte ihn in die Revisionskommission. 1923 wurde er von der Zentrale nach Thüringen entsandt, wo er zum politischen Leiter gewählt wurde. Nach dem Oktober 1923 war er vom 23. November 1923 bis Mitte 1924 in Schutzhaft, wurde aber als Landtagskandidat wieder freigelassen.
1924, nach der ersten ultralinken Wendung in der KPD, wurde er seiner Funktionen enthoben und zur Roten Hilfe nach Berlin entsandt. Nach der halben Abwendung vom ultralinken Kurs in der KPD wurde er 1926 Leiter des Pressebüros in Berlin und Ende 1926 wieder politischer Leiter in Thüringen. 1927 wurde Hans Tittel in den Landtag gewählt und als Delegierter zum 11. Parteitag entsandt. 1928 war er Thüringer Delegierter zum VI. Weltkongress der Kommunistischen Internationale (Kl), wo er als einer der Wenigen offen seine Position gegen den Kurs der Stalinisierung (RGO-Politik und Sozialfaschismusthese) darstellte. Ende 1928 wurde er als einer der ersten „Brandleristen“ und als einer ihrer Führer aus der KPD ausgeschlossen. In Thüringen solidarisierten sich große Teile der Mitgliedschaft, der Funktionäre und der Leitungsgremien mit ihm und gingen zur KPD(O), deren Mitbegründer er war. In Leipzig arbeitete er als Redakteur der Zeitung „Arbeiterpolitik“, solange diese erschien. H. Tittel war politischer Leiter der KPD(O) in Thüringen und Mitglied Reichsleitung. 1931 wandte er sich gegen den Kurs der KPD(O)-Minderheit um Jacob Walcher und Paul Frölich, die zur SAPD gingen. Es gelang ihm in Thüringen, führende SAPD-Anhänger für die KPD(O) zu gewinnen.

### Emigration und Widerstand
Nach der Machtübernahme durch die Nationalsozialisten am 30. Januar 1933 wirkte er zunächst als Leiter des illegalen Berliner Komitees der KPD(O), musste aber fliehen. Zuerst emigrierte er in die Tschechoslowakei, dort leitete er die Grenzarbeit und gab die Ascher „Arbeiterpolitik“ heraus. Im Sommer 1938 musste er das Land verlassen und ging nach Paris. Im Herbst 1939 schied er bei dem Pariser Streit aus der KPD(O) aus. Bei Kriegsausbruch wurde er in Le Vernet interniert. Die Genossen, welche bereits in den USA waren, verhalfen ihm zu einem Visum für die USA. Später erklärte  er, seine Freunde und er (die AK-Minderheit) hätten in Paris noch immer nicht erkannt, dass die Genossen in den USA dabei waren, den Kommunismus aufzugeben. Die Genossen der Minderheitsgruppe von 1939, die fast alle in die USA gelangten, beschlossen Ende 1941, auf jede politische Tätigkeit zu verzichten. Hans Tittel arbeitete in den USA wieder in seinem Beruf als Lithograph.

### Rückkehr
1962 kehrte er nach Deutschland zurück und lebte in Nürnberg. Er trat der SPD bei, stand aber ihrer Politik sehr kritisch gegenüber. Zu früheren KPD(O)-Mitgliedern hielt er freundschaftliche Kontakte aufrecht.